# Старое Шигалеево
Старое Шигалеево — село в Пестречинском районе Татарстана. Административный центр Шигалеевского сельского поселения.

## География
Находится в северо-западной части Татарстана на расстоянии приблизительно 9 км на северо-запад по прямой от районного центра села Пестрецы.

## История
Основано во времена Казанского ханства. С 1550-х годов русское селение. В начале XX века действовали Екатерининская церковь и 2 земские школы.

## Население
Постоянных жителей было: в 1782 году — 183 души мужского пола, в 1859—473, в 1897—553, в 1908—524, в 1920—737, в 1926—858, в 1949—589, в 1958—489, в 1970—566, в 1979—832, в 1989—907, в 2002—827 (русские 62 %, татары 36 %), 893 в 2010.